# Pedro de Peralta e Ezpeleta
Pedro de Peralta e Ezpeleta (1421-1492) foi um nobre navarro.
Primeiro conde de Santisteban de Lerín, barão de Marcilla, senhor de Peralta, Funes, Cárcar, Andosilla, Marcilla, Falces, Undiano, Azagra e Caparroso.
Também conhecido como "Mosén Pierres de Peralta, o jovem". Nobre e político militar navarro, foi líder dos agramonteses e Condestável de Navarra durante a Guerra civil de Navarra.

## Antecedentes
Era filho de dom Pedro Martínez de Peralta e Ruiz de Azagra (também conhecido como Mosén Pierres de Peralta "o velho") e de dona Joana de Ezpeleta e Garro, filha do barão de Ezpeleta da família dos senhores de Ezpeleta e Gallipienzo e irmã de mosén Beltrão de Ezpeleta, primeiro visconde de Val de Erro.
Casou-se duas vezes; na primeira núpcias e ainda sendo novo, em 27 de dezembro de 1440 no Palácio Real de Olite com dona Ana de Brabante filha ilegítima de dom Antônio de Borgonha, logo conhecido como Antônio de Brabante, duque de Brabante, Lotário e Limburgo, conde de Rethel e irmão de João I da Borgonha o João Sem Medo, descendente direto de Hugo Capeto e por ende, de Carlos Magno. Na segunda núpcias casou com dona Isabel de Foix e de Albret, da família real Navarra.
Manteve estreitas e importantes relações com os reis católicos e com a casa de Aragão, recebendo poderes da parte deles através de seu amigo e cunhado Alfonso Carrillo de Acuña (arcebispo de Toledo) para acertar o casamento de Isabel I de Castela e Fernando II de Aragão.
Fernando o católico concedera em 1513 ao neto deste Alonso Carrillo de Peralta, o Marquesado de Falces consolidando seu poderio sobre toda a comarca. A família residiu por cinco séculos no Castelo palácio de Marcilla, desde a construção deste por seu pai Pierres Velho.
Até 1936 manteve-se em poder dos marqueses de Falces no Castelo de Marcilla, a espada Tizona de Cid, a qual foi entregue pelos reis católicos a dom Pedro de Peralta e Ezpeleta em agradecimento a seus serviços prestados a causa de seu matrimônio.

## Descendência
De seu primeiro casamento teve três filhos, Pedro (também conhecido como Mosén Pierres "menor") que morreu sem descendência, Joana que se casou com Troilo Carrillo (Conde de Agosta em Sicília) filho de arcebispo de Toledo e Isabel que se casou com dom João Henriques de La Carra e Navarra, senhor de Ablitas.
De seu segundo casamento nasceu dona Ana de Peralta e Foix, que se casou com seu primo Jaime de Foix Infante de Navarra, filho de Gastão IV de Foix e a rainha Leonor de Navarra.
Seu neto dom Alonso Carrillo de Peralta, o qual veio a ser o primeiro Marquês de Falces, III conde de Santisteban de Lerín, duas vezes Grande Condestável de Navarra, Grande Mariscal, barão de Marcilla, senhor de Peralta, Falces, etc.; teve grande importância em Navarra do século XVI, pois o mesmo imperador Carlos V escreveu-lhe a Marcilla em 5 de março de 1520 desde Valladolid, dando-lhe conta de que se ia coroar em Aquisgrán como imperador.
Dom Alonso casou-se com dona Ana de Velasco e Padilla, filha de dom Luís de Velasco e Manrique de Lara, senhor de Belorado e Val de San Vicente, neta de dom Pedro Fernández de Velasco, I conde de Haro e Condestável de Castela. Seu primo-irmão dom Íñigo Fernández de Velasco IV conde de Haro e Condestável de Castela foi o II Duque de Frías, um dos 25 Grandes da Espanha de Imemorial instituídos por Carlos V após sua coroação em Aquisgrán.
Atestou em 1533  a vontade de ser enterrado junto com sua mulher, Ana de Velasco. Estes tiveram três filhos, Antônio, Pedro e Luís. Da linhagem deste último derivaram os Peralta fundadores de mayorazgo em Medina del Campo, cujo descendente dom João Ruiz de Peralta e Velasco emigrou às Índias, onde continua a linhagem desta família no Reino do Chile, segundo consta em testamento deixado no real Hospital de Santiago com data de 1640.

## Armas
Escudo heráldico: de gules o grifo de ouro, alado e armado de azul, a bordura cosida de gules, os oito sotueres rebaixados de ouro. Algumas agregam as cadenas do Reino de Navarra, como se veem à esquerda do escudo.